# Ledromorpha planirostris
Ledromorpha planirostris är en insektsart som beskrevs av Donovan 1805. Ledromorpha planirostris ingår i släktet Ledromorpha och familjen dvärgstritar. Inga underarter finns listade i Catalogue of Life.